# Herbert Reindell
Herbert Reindell (* 20. März 1908 in Staudernheim, Rheinland-Pfalz; † 26. Juli 1990 in Freiburg im Breisgau) war ein deutscher Sportmediziner und ordentlicher Professor für Kreislaufforschung und Sportmedizin, der vor allem als Begründer des wissenschaftlichen Intervalltrainings bekannt wurde (zusammen mit dem Leichtathletiktrainer Woldemar Gerschler). Bedeutung erlangten auch seine Forschungen zur Herz- und Kreislauffunktion bei Sportlern, insbesondere über die nach jahrelangem Training eintretende Herzerweiterung, das so genannte Sportherz. An der Medizinischen Universitäts-Klinik in Freiburg war er Direktor am Lehrstuhl für klinische Kardiologie.

## Leben und Wirken
Herbert Reindell wurde 1908 in Staudernheim an der Nahe geboren. Er wirkte ab 1936 als Assistent und später als zum Dr. med. promovierter Oberarzt an der Freiburger Medizinischen Universitätsklinik. 1942 erlangte er die Habilitation und wurde Dozent für Herz- und Kreislaufforschung an der Albert-Ludwigs-Universität Freiburg, 1949 außerplanmäßiger und 1956 außerordentlicher Professor. 1960 wurde er persönlicher Ordinarius und 1965 erhielt er den Lehrstuhl für Kreislaufforschung und Sportmedizin. Durch die Forschungen Reindells ließen sich erstmals Herzvolumina messen, wodurch er in der Lage war Intervalltraining im Hinblick auf die Vergrößerung des Herzens zu optimieren. Er steht damit für die Physiologisierung des Trainings, die später unter seiner Verantwortung durchgeführte Biochemisierung des Trainings lag außerhalb seines eigenen Forschungsgebietes.
Im Jahr 1957 wurde er Mitglied des wissenschaftlichen Beirates des Deutschen Sportbundes. Von 1960 bis 1984 fungierte Reindell als Präsident des Deutschen Sportärztebundes. Seit 1971 war er stellvertretender Vorsitzender des Direktoriums des Bundesinstituts für Sportwissenschaft. 1973 gründete er den Lehrstuhl für Sport und Leistungsmedizin an der Universität Freiburg. Der Weltverband für Sportmedizin (FIMS) wählte ihn 1976 zum Ehrenmitglied.
Reindell war evangelisch, verheiratet mit Liesel Reindell, geborene Weise, und hatte zwei Kinder.

## Verwicklung in Dopingforschung
Im Jahre 2010 berichtete der Sportjournalist der FAZ, Michael Reinsch, von den ersten Ergebnissen einer Untersuchung über die Anfänge des deutschen Sportdopings, die von einer Beteiligung von Herbert Reindell ausgeht. Hier ist schon von Forschungen mit Anabolika Ende der 60er Jahre berichtet worden. In einer anderen Untersuchung wird Reindell zudem die Verfälschung von Untersuchungsergebnissen in einer von ihm selbst in Auftrag gegebenen Untersuchung über Doping vorgeworfen.

## Ehrungen
- 1983: Großes Verdienstkreuz der Bundesrepublik Deutschland

## Veröffentlichungen (Auswahl)
- Diagnostik der Kreislauffrühschäden. Physiologische Schwankungsbreite, Regulationsstörungen und beginnende Schäden des Kreislaufs. Ferdinand Enke-Verlag, Stuttgart 1949.
- mit Helmut Klepzig: Krankheiten des Herzens und der Gefäße. In: Ludwig Heilmeyer (Hrsg.): Lehrbuch der Inneren Medizin. Springer-Verlag, Berlin/Göttingen/Heidelberg 1955; 2. Auflage ebenda 1961, S. 450–598.
- mit Woldemar Gerschler und anderen: Das Intervalltraining. Physiologische Grundlagen, praktische Anwendungen und Schädigungsmöglichkeiten. Verlag J. A. Barth, München 1962.